# Classe Midway
La classe Midway est une classe de porte-avions conçue pour remplacer les porte-avions de la classe Essex. Le but de cette classe était de construire un porte-avions d’attaque, blindé, capable d’encaisser plusieurs impacts de kamikazes. Le résultat fut un porte-avions plus grand avec dès l’origine un pont d’envol blindé. Elle fut également avec l'USS Midway (CV-41) la classe de porte-avions à rester la plus longtemps en service actif (1945-1992).

## Liste des navires
| classe Midway                     |               |            |                 |                    |                                        |
| nom                               | mise sur cale | lancement  | mise en service | retrait du service | statut                                 |
| USS Midway (CV-41)                | octobre 1943  | mars 1945  | septembre 1945  | avril 1992         | navire musée, à San Diego (Californie) |
| USS Franklin D. Roosevelt (CV-42) | décembre 1943 | avril 1945 | octobre 1945    | septembre 1977     | démantelé en 1978                      |
| USS Coral Sea (CV-43)             | juillet 1944  | avril 1946 | octobre 1947    | avril 1990         | démantelé en septembre 2000            |